# Гелен Томас
Гелен Томас (англ. Helen Thomas; 4 серпня 1920, Вінчестер, Кентуккі — 20 липня 2013, Вашингтон) — американська журналістка, автор і новинний кореспондент, колумніст газет медіаконгломерату «Герст корпорэйшн», член прес-корпусу Білого дому. Вона працювала протягом 57 років кореспондентом і, пізніше, главою бюро агентства «Юнайтед прес інтернешнл» з висвітлення подій в Білому домі. Томас працювала при всіх президентах США, починаючи з останніх років адміністрації Дуайта Ейзенхауера, висунувшись на перший план при Джоні Кеннеді і закінчивши на другому році роботи адміністрації Барака Обами. Вона була першою жінкою в керівництві Національного прес-клубу, першою жінкою, що стала членом і президентом Асоціації журналістів Білого дому, а також першою жінкою, що стала членом Грідірон-клубу.
Гелен Томас отримала популярність як кореспондент агентства United Press International, в якому вона пропрацювала 57 років. За Томас протягом багатьох років було зарезервовано центральне місце прямо перед президентом США в кімнаті для брифінгів в Білому домі. За сформованою традицією, саме Томас завершувала брифінги фразою «Дякую, пане президенте».
Журналістка працювала в Білому домі з 9 президентами США і прославилася умінням ставити незручні запитання. Найгостріше вона конфліктувала з Джорджем Бушем-молодшим, якого вважала найгіршим лідером США в історії і неодноразово публічно критикувала за розв'язування війни в Іраку. Саме під час перебування Буша на посаді президента Томас позбавили місця в першому ряду на брифінгах, а виступи глави держави завершувалися не знаменитою фразою журналістки, а словами Буша «Спасибі за ваші запитання».
У 2010 році, у віці 89 років, Гелен Томас змушена була припинити роботу кореспондента після того, як в інтернеті з'явився відеозапис з її негативними висловлюваннями на адресу Ізраїлю. На плівці вона говорила, що євреям потрібно «піти з Палестини і повернутися додому — до Німеччини, Польщі чи США». Після цього кар'єра Томас фактично завершилася.
Томас померла у своїй квартирі в столиці США, вона довгий час хворіла і виписалася з лікарні незадовго до смерті.